# Dasytanobium timberkalei
Dasytanobium timberkalei är en skalbaggsart som först beskrevs av Perkins 1921.  Dasytanobium timberkalei ingår i släktet Dasytanobium och familjen trägnagare. Inga underarter finns listade i Catalogue of Life.